# 1000-Meter-Zeitfahren bei den Commonwealth Games
Seit 1934 werden Wettbewerbe im Radsport im Rahmen der Commonwealth Games (früher British Empire Games) für Radrennfahrer aus den Ländern der Commonwealth of Nations veranstaltet. Das 1000-Meter-Zeitfahren bei den Commonwealth Games gehörte zu den ersten Disziplinen, die dabei im Bahnradsport ausgetragen wurden.

## Palmarès
- 1934  Edgar Gray
- 1938  Bob Porter
- 1950  Russell Mockridge
- 1954  Dick Ploog und  Jimmy Swift
- 1958  Neville Tong
- 1962  Peter Bartels
- 1966  Roger Gibbon
- 1970  Harry Kent
- 1974  Richard Paris
- 1978  Jocelyn Lovell
- 1982  Craig Adair
- 1986  Martin Vinnicombe
- 1990  Martin Vinnicombe
- 1994  Shane Kelly
- 1998  Shane Kelly
- 2002  Chris Hoy
- 2006  Ben Kersten
- 2010  Scott Sunderland
- 2014  Scott Sunderland
- 2018  Matthew Glaetzer
- 2022  Matthew Glaetzer